# Rhamphomyia crinita
Rhamphomyia crinita är en tvåvingeart som beskrevs av Becker 1887. Rhamphomyia crinita ingår i släktet Rhamphomyia och familjen dansflugor. Inga underarter finns listade i Catalogue of Life.